# 梅田優祐
梅田 優祐（うめだ ゆうすけ、1981年〈昭和56年〉4月26日 - ）は、日本の実業家。株式会社ユーザベース創業者で、同社代表取締役CEO、株式会社ニューズピックス代表取締役会長CEOを歴任。愛知県岡崎市出身。アメリカ合衆国コネチカット州在住。

## 経歴
アメリカ合衆国ミシガン州ノースビルにて生まれる。1歳のときに日本に帰国し、5歳のときに再びデトロイトへ渡る。小学3年生のときに帰国し、その後は日本で生活をする。
横浜国立大学経営学部卒業後、2004年コーポレイトディレクション入社。2007年UBS証券に転職を経て、2008年新野良介、稲垣裕介と共にユーザベースを設立。
その後、企業産業分析情報サービスの「SPEEDA」を発案し、2009年に提供を開始。また、ソーシャル経済メディアの「NewsPicks」を発案し、2013年に提供を開始。
2021年7月、ラス・イズラムと共に、屋根一体型太陽光パネルとHEMSを開発する株式会社モノクロームを設立。

## 略歴
- 2000年（平成12年） - 愛知県立岡崎北高等学校卒業[6]。
- 2004年（平成16年） - 横浜国立大学経営学部卒業[7]。
- 2004年（平成16年）4月 - 株式会社コーポレイトディレクション入社[8]。
- 2007年（平成19年）2月 - UBS証券株式会社入社[8]。
- 2008年（平成20年）4月 - 株式会社ユーザベース設立 代表取締役社長 共同経営者[8]。
- 2015年（平成27年）4月 - 株式会社ニューズピックス設立 代表取締役[9]。
- 2017年（平成29年）3月 - NewsPicks USA, LLC. Chairman[10]。
- 2017年（平成29年）3月 - 株式会社ユーザベース取締役 グループCCO[11]。
- 2017年（平成29年）5月 - NewsPicks USA, LLC. Executive Chairman[12]。
- 2017年（平成29年）11月 - 株式会社ユーザベース代表取締役社長 共同経営者[13]。
- 2019年（平成31年）4月 - 株式会社ニューズピックス代表取締役会長CEO[14]。
- 2020年（令和2年）1月 - 株式会社ユーザベース代表取締役CEO[15]。
- 2021年（令和3年）1月 - 株式会社ユーザベース非常勤取締役[16][17]。
- 2021年（令和3年）7月 - 株式会社モノクローム設立、代表取締役CEO